# Graham Hunt
Graham Hunt (Perth, 7 december 1953) is een Australische darter. Zijn bijnaam is Hunty.

## Carrière
Hunt speelde in de BDO World Darts Championship in 1997. Hij verloor in de eerste ronde van Mervyn King. Een maanden later won hij de Winmau World Masters. Hij versloeg voormalig Masters kampioen Erik Clarys in de eerste ronde en ook versloeg hij landgenoten Peter Hinkley en Les Delderfield. In de finale won hij van Ronnie Baxter met 3-2. Hunt was toen 43 jaar en de oudste man die de Masters titel wist te winnen. In 2008 won Martin Adams de Masters titel. Hij was toen 52 jaar oud.
In 1998 won Hunt de Australian Masters. In 1999 speelde Hunt weer op Lakeside. In de eerste ronde won Hunt van Andy Jenkins. In de tweede ronde verloor Hunt van Martin Adams. Een jaar later speelde Hunt weer op Lakeside. Hunt verloor in de eerste ronde van Steve Beaton. Het was zijn laatste verschijning op de Lakeside.
In 2002 keerde Hunt terug op de World Masters. Hij verloor bij de laatste 64 van Simon Whatley. Sindsdien speelde hij toernooien in Australië en Nieuw-Zeeland. In 2005 speelde Hunt met Australië op de WDF World Cup. Met het team haalde hij de finale waarin ze verloren van Finland.

## Resultaten op Wereldkampioenschappen

### BDO
- 1997: Laatste 32 (verloren van Mervyn King 1-3)
- 1999: Laatste 16 (verloren van Martin Adams 1-3)
- 2000: Laatste 32 (verloren van Steve Beaton 0-3)

### WDF

#### World Cup
- 1993: Laatste 128 (verloren van Torben Christensen)
- 1995: Halve finale (verloren van Martin Adams met 3-4)
- 1997: Laatste 32 (verloren van Peter Hunt met 1-4)
- 1999: Laatste 32 (verloren van Ritchie Davies met 3-4)
- 2005: Laatste 64 (verloren van Dick van Dijk met 1-4)